# Мендон (Мічиган)
Мендон (англ. Mendon) — селище (англ. village) в США, в окрузі Сент-Джозеф штату Мічиган. Населення — 881 особа (2020).

## Географія
Мендон розташований за координатами 42°0′31″ пн. ш. 85°27′15″ зх. д. / 42.00861° пн. ш. 85.45417° зх. д. (42.008514, -85.454039).  За даними Бюро перепису населення США в 2010 році селище мало площу 2,65 км², з яких 2,63 км² — суходіл та 0,02 км² — водойми.

## Демографія
Згідно з переписом 2010 року, у селищі мешкало 870 осіб у 319 домогосподарствах у складі 241 родини. Густота населення становила 328 осіб/км².  Було 349 помешкань (132/км²).
Расовий склад населення:
| - 96,9 % — білих - 0,8 % — чорних або афроамериканців - 0,3 % — корінних американців - 0,3 % — азіатів |

До двох чи більше рас належало 1,5 %. Частка іспаномовних становила 2,2 % від усіх жителів.
За віковим діапазоном населення розподілялося таким чином: 28,7 % — особи молодші 18 років, 60,4 % — особи у віці 18—64 років, 10,9 % — особи у віці 65 років та старші. Медіана віку мешканця становила 37,1 року. На 100 осіб жіночої статі у селищі припадало 97,7 чоловіків;  на 100 жінок у віці від 18 років та старших — 98,7 чоловіків також старших 18 років.
Середній дохід на одне домашнє господарство  становив 62 989 доларів США (медіана — 55 417), а середній дохід на одну сім'ю — 70 220 доларів (медіана — 66 250). Медіана доходів становила 45 216 доларів для чоловіків та 31 771 долар для жінок. За межею бідності перебувало 16,8 % осіб, у тому числі 28,8 % дітей у віці до 18 років та 3,4 % осіб у віці 65 років та старших.
Цивільне працевлаштоване населення становило 391 осіб. Основні галузі зайнятості: виробництво — 31,2 %, освіта, охорона здоров'я та соціальна допомога — 25,3 %, будівництво — 7,2 %, роздрібна торгівля — 6,6 %.